# Abdelmalek Droukdel
Abdelmalek Droukdel (arabisch عبد المالك درودكال; * 20. April 1970 in Meftah; † 3. Juni 2020), auch bekannt unter seinem Decknamen Abu Musab Abdel Wadoud (arabisch أبو مصعب عبد الودود), war der Emir oder Führer der algerischen islamischen militanten Gruppe Al-Qaida im Islamischen Maghreb (AQIM), früher die Salafistische Gruppe für Predigt und Kampf (GSPC).
Unter seinem Einfluss und Leitung schloss die GSPC eine Allianz mit al-Qaida. Er wurde während einer französischen Spezialoperation während der Schlacht von Talahandak getötet.